# Estudio de casos y controles anidado
Un estudio de casos y controles anidado (NCC, por sus siglas en inglés) es una variación de un estudio de casos y controles en el que los casos y los controles se obtienen de la población de una cohorte completamente enumerada.1
Normalmente, la exposición de interés se mide solamente entre los casos y los controles seleccionados. Por consiguiente, el estudio de casos y controles anidado tiene menor eficacia que el diseño de cohorte completa. El estudio de casos y controles anidado puede analizarse utilizando métodos para las covariables faltantes.
El diseño del estudio NCC se utiliza frecuentemente cuando la exposición de interés es difícil o costosa de obtener y cuando el resultado es poco frecuente. Al utilizar información que fue recogida anteriormente de un estudio de cohortes grande, el tiempo y el costo para empezar un nuevo estudio de casos y controles. Al determinar la covariable solamente en tantos participantes como fuese necesario, se reducen el costo y el esfuerzo de la evaluación de exposición. Este beneficio es mayor cuando la covariable de interés es biológica, dado que las evaluaciones, como por ejemplo el perfil de expresión génica, son costosas y,  porque la cantidad de sangre disponible para tal análisis es a menudo limitada, lo cual la hace un recurso valioso que no debe ser utilizado innecesariamente.

## Ejemplo
A modo de ejemplo, de las 91.523 mujeres en el Estudio de Salud de las Enfermeras que no tenían cáncer al inicio del estudio y que estuvieron bajo seguimiento durante 14 años, 2.341 mujeres habían desarrollado cáncer de mama para el año 1993. Varios estudios han utilizado análisis de cohortes estándar para estudiar los precursores del cáncer de mama, como por ejemplo, el uso de anticonceptivos, que es una covariable fácilmente medida en todas las mujeres de la cohorte.2 Sin embargo, cabe observar que, en comparación con los casos, hay tantos controles que cada control en particular aporta relativamente poca información al análisis.
Si, por otro lado, uno está interesado en la asociación entre la expresión génica y la incidencia del cáncer de mama, sería muy costoso y posiblemente un desperdicio de muestra sanguínea de gran valor evaluar las 89.000 mujeres sin cáncer de mama. En esta situación, se puede optar por evaluar todos los casos y, también, para cada caso en particular, seleccionar un cierto número de mujeres para evaluar el conjunto de riesgos de las participantes que todavía no han desarrollado la enfermedad (es decir, que no han desarrollado cáncer de mama antes de que el caso particular en cuestión haya desarrollado cáncer de pecho). El conjunto de riesgos es a menudo restringido a aquellos participantes que están emparejados al caso en variables tales como la edad, que reduce la variabilidad de estimaciones de efecto.

## Eficacia del modelo de estudio de casos y controles anidado (NCC)
Generalmente 1 de cada 4 controles son seleccionados para cada caso. Dado que el covariable no es medido para todos los  participantes, el modelo de estudio de casos y controles anidado es menos costoso que un análisis de cohorte completo y, además, más eficaz que tomar una muestra aleatoria sencilla de la cohorte completa. Sin embargo,  ha sido mostrado que con 4 controles por caso y/o muestreo estratificado de controles, se pierde relativamente poca eficacia, según el método de valoración que se haya utilizado.

## Análisis del estudio de casos y controles anidado
El análisis del modelo de estudio de casos y controles anidado tiene que tener en cuenta la manera en que los controles son probados desde la cohorte. Si esta operación falla, como por ejemplo, tratar los casos y seleccionar los controles como la cohorte original y realizar una regresión logística, lo cual es común, puede resultar en estimaciones parciales cuyas distribuciones nulas son diferentes de lo que se supone. Diversas maneras a tener en cuenta para el muestreo aleatorio incluye la regresión logística condicional, y utiliza la técnica estadística de ponderación de la probabilidad inversa para ajustar las covariables desaparecidas entre quienes no son seleccionados en el estudio.

## Estudio de caso de cohorte
Un estudio de caso de cohorte es un diseño  en el que los casos y los controles son tomados dentro de un estudio prospectivo. Todos los  casos que desarrollaron el resultado de interés durante el seguimiento son seleccionados y comparados con una muestra aleatoria de la cohorte. Este control de ejemplo seleccionado aleatoriamente podría, por casualidad, incluir algunos casos. La exposición está definida con anterioridad al desarrollo de la enfermedad basada en los datos recogidos al inicio del estudio o en los ensayos conducidos en las muestras biológicas recogidas al inicio del estudio.